# Four Mile Lagoon (sjö i Belize, Corozal, lat 18,47, long -88,39)
Four Mile Lagoon är en sjö i Belize. Den ligger i distriktet Corozal, i den norra delen av landet, 140 km norr om huvudstaden Belmopan.